# Maksim Kondratjew
Maksim Walerjewicz Kondratjew (ros. Максим Валерьевич Кондратьев; ur. 20 stycznia 1983 w Togliatti) – rosyjski hokeista, reprezentant Rosji.

## Kariera
- Łada 2 Togliatti (1998–2000)
- CSK WWS Samara (2000–2001)
- Łada Togliatti (2001–2003)
- St. John’s Maple Leafs (2003–2004)
- Toronto Maple Leafs (2003–2004)
- Hartford Wolf Pack (2004)
- Łada Togliatti (2004–2005)
- Portland Pirates (2005–2006)
- Hartford Wolf Pack (2006)
- New York Rangers (2006)
- Łada Togliatti (2006–2007)
- Anaheim Ducks (2007)
- SKA Sankt Petersburg (2007–2008)
- CSKA Moskwa (2008–2009)
- Saławat Jułajew Ufa (2009–2012)
- Łokomotiw Jarosław (2012)
- CSKA Moskwa (2012–2013)
- Traktor Czelabińsk (2013–2015)
- Torpedo Niżny Nowogród (2015–2016)
- Amur Chabarowsk (2016–2020)
- HC 19 Humenné (2021-)

Wychowanek Łady Togliatti. W lipcu 2009 roku przetransferowany z CSKA Moskwa do Saławatu Jułajew Ufa, gdzie spędził łącznie trzy sezony (w maju 2011 roku przedłużył kontrakt o dwa lata, lecz przed jego upływem, w lipcu 2012 roku został zwolniony). W sierpniu 2012 roku podpisał kontrakt z Łokomotiwem Jarosław. Po miesiącu sezonu KHL (2012/2013) w październiku 2012 roku został przekazany do CSKA Moskwa w ramach wymiany za Aleksandra Guśkowa. Od maja 2013 zawodnik Traktora Czelabińsk, związany dwuletnim kontraktem (jednocześnie graczem Traktora został Guśkow). Od sierpnia 2015 zawodnik Torpedo Niżny Nowogród. Od lipca 2016 zawodnik Amuru Chabarowsk. Od maja do sierpnia 2017 ponownie zawodnik Torpedo Niżny Nowogród. Od sierpnia 2017 przez trzy sezony ponownie w Amurze. W lutym 2021 został zawodnikiem słowackiego MHK Humenné.

## Sukcesy
Reprezentacyjne
- Złoty medal mistrzostw świata juniorów do lat 20: 2002, 2003
- Brązowy medal mistrzostw świata: 2007

Klubowe
- Puchar Gagarina: 2011 z Saławatem
- Złoty medal mistrzostw Rosji: 2011 z Saławatem
- Srebrny medal mistrzostw Rosji: 2005 z Ładą
- Brązowy medal mistrzostw Rosji: 2003 z Ładą, 2010 z Saławatem
- Puchar Kontynentu: 2010 z Saławatem
- Puchar Otwarcia: 2011 z Saławatem